# Rosetta (Egypte)
Rosetta of Rosette (Arabisch: El-Rashid) is een plaats in Noord-Egypte, aan de monding van de Rosetta-aftakking van de rivier de Nijl. De plaats ligt ongeveer 65 kilometer ten noordoosten van Alexandrië, bijna aan de Middellandse Zee. Ten westen van de stad ligt de Baai van Aboe Qir, ten oosten het Burullusmeer.
Rosetta is wereldberoemd geworden vanwege de Steen van Rosetta, gevonden door een Franse soldaat die diende in het napoleontische leger.